# عصارة (أداة)

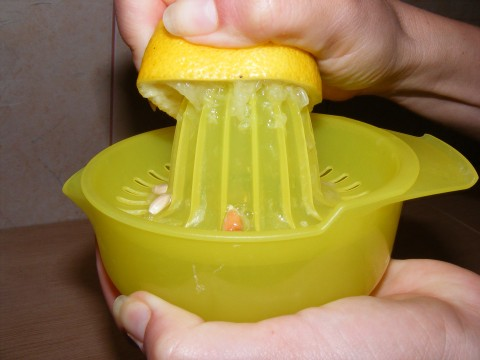
معصرة ليمون

العَصَّارة هي أداة تحتوي على إناء تستخدم لعصر الحمضيات (البرتقال، الليمون، جريب فروت). تحتوي على مخروط لتوضع نصف الثمرة فيه وتضغط إلى الأسفل مع التدوير لاستخراج العصير.

## العصارة الكهربائية

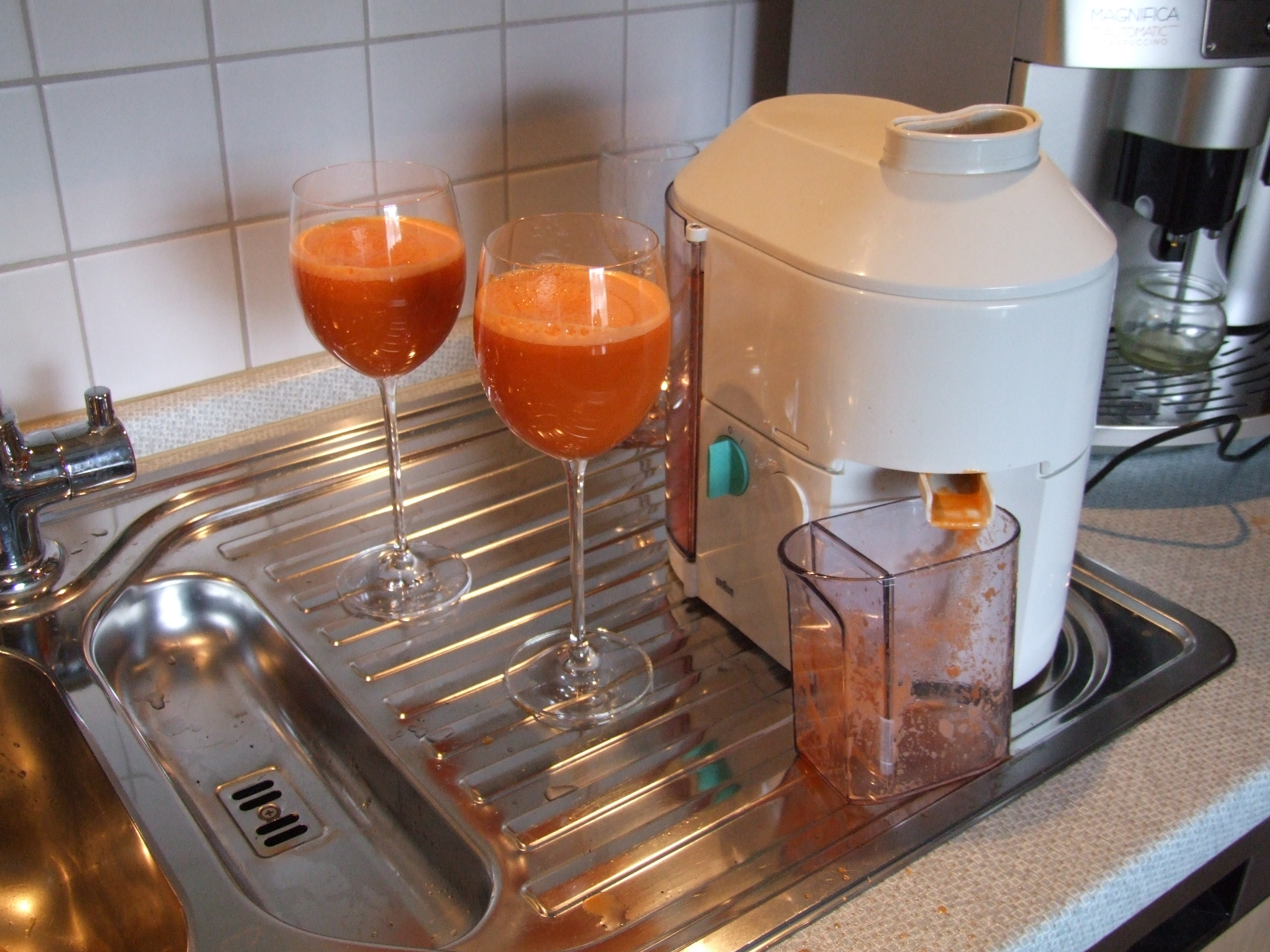
عصير جزر

العصارة (تعرف أيضا باسم آلة عصر العصير أو مُستخرِج العصير) هي أداة تستخدم لإستخراج العصير من الفواكه، الأعشاب والخضروات الورقية الخضراء وغيرها من أنواع الخضار في عملية تسمى العصر. فهي تكسر، وتطحن، وتعصر العصير من اللب.
بعض أنواع العصارات ممكن أن تعمل أيضا كمُحضر للطعام. معظم أجهزة الفرم المزدوجة وعصارات العجن الأفقية تحتوي على أدوات ملحقة لفرم الأعشاب، والتوابل، وتشكيل المكرونة أو الشعرية والبقسماط، وتحضير أكل الأطفال، وزبدة الجوز، وطحن البن، وتحضير حليب المكسرات... إلخ